# Slavko Dokmanović
Slavko Dokmanović (în sârbă Славко Докмановић) s-a născut pe 14 decembrie 1949 în Trpinja, R.S. Croația, Iugoslavia, și a murit pe 29 iunie 1998 la Haga. 
Dokmanović a fost un sârb din Croația acuzat de Tribunalul Penal Internațional pentru fosta Iugoslavie (TPI) de grave încălcări ale Convenției de la Geneva, violări ale legilor și cutumelor războiului și crime împotriva umanității pentru implicarea sa în masacrul de la Vukovar, pe vremea când era primarul orașului.

## Biografie
Slavko Dokmanović s-a născut la Trpinja, lângă Vukovar, în provincia Syrmia, astăzi cantonul Vukovar-Srijem din Croația. 
La începului anilor '90, regiunea se afla în centrul unei crize politice majore. Alegerile din Croația fuseseră câștigate de Uniunea Democrată Croată (Hrvatska demokratska zajednica - HDZ), partidul naționalist și secesionist înființat în 1989 de Franjo Tuđman. Însă HDZ avea o influență redusă în municipalitatea Vukovar, cu o importantă populație sârbească, nereușind să câștige niciuna din cele cinci circumscripții electorale în alegerile din 1990. Pe 25 iunie 1991, Croația și-a declarat independența față de Republica Socialistă Federativă Iugoslavia, iar în iulie 1990, adunarea municipală din Vukovar, dominată de sârbi, a intrat în conflict direct cu guvernul secesionist croat, refuzând să recunoască noua constituție a Croației, care reducea ca importanță statutul politic al minorității sârbe. Adunarea, controlată de Liga Comuniștilor, l-a ales președinte pe Slavko Dokmanović, la acea vreme inginer agronom.
Începând de pe 25 august, Vukovarul a fost supus unui constant baraj de artilerie de pe malul sârbesc al Dunării, iar în septembrie 1991 Armata Populară Iugoslavă a luat cu asalt orașul. Acesta a fost în final cucerit pe 18 noiembrie, cu pierderi mari de ambele părți și în urma unor lupte grele.
Mulți dintre apărătorii croați ai orașului s-au refugiat la spitalul din Vukovar, sperând într-un acord iugoslavo-croat care să permită evacuarea lor în teritoriul controlat de Croația. Cu toate acestea, în jur de 260 de persoane, plus câțiva membri ai personalului medical, au fost ridicate de la spital de JNA și de forțele paramilitare sârbe și duse pe câmpul Ovčara din apropierea orașului, unde au fost executate, în ceea ce este cunoscut drept „masacrul de la Vukovar”. Printre cei executați s-a aflat și reporterul croat Siniša Glavašević.
După război, pentru presupusul său rol în aceste evenimente, Dokmanović a fost inculpat de Tribunalului Penal Internațional pe baza a trei capete de acuzare, fiecare din ele conținând câte două acuzații:
- Crime împotriva umanității:
  - Acte inumane;
  - Crimă;
- Violări ale legilor și cutumelor războiului:
  - Rele tratamente;
  - Crimă;
- Grave încălcări ale Convenției de la Geneva:
  - Cauzare de suferințe cu premeditare;
  - Crimă cu premeditare;

La ordinul Administrației de Tranziție a Națiunilor Unite pentru Slavonia Orientală, Baranja și Syrmia de Vest (UNITAES), el a fost arestat în 1997 de către forțele speciale poloneze GROM.
Slavko Dokmanović a fost inculpat împreună cu generalul JNA Mile Mrkšić, colonelul Veselin Šljivančanin și căpitanul Miroslav Radić pentru rolul lor în masacrul de la Vukovar. Deși a pledat nevinovat la toate acuzațiile, Dokmanović s-a sinucis prin spânzurare, pe 29 iunie 1998, în celula de la Haga în care era deținut, iar procedurile juridice ale procesului împotriva lui au fost oprite fără a se mai ajunge la un verdict.